# Pirex concentricus
Pirex concentricus är en svampart som först beskrevs av Cooke & Ellis, och fick sitt nu gällande namn av Hjortstam & Ryvarden 1985. Pirex concentricus ingår i släktet Pirex och familjen Meruliaceae.   Inga underarter finns listade i Catalogue of Life.